# Droga wojewódzka 842
Die Droga wojewódzka 842 (kurz DW 842) ist eine 68 Kilometer lange Droga wojewódzka (Woiwodschaftsstraße) in der polnischen Woiwodschaft Lublin, die Biała Podlaska mit Krasnystaw verbindet. Die Strecke liegt im Powiat Kraśnicki, im Powiat Lubelski und im Powiat Krasnostawski.

## Streckenverlauf
Woiwodschaft Lublin, Powiat Kraśnicki
-  Rudnik Szlachecki (DK 19)
- Zakrzówek
- Rudnik Drugi

Woiwodschaft Lublin, Powiat Lubelski
- Majdan Starowiejski
-  Stara Wieś (DW 834)
- Tarnawka Druga
-  Wysokie (DW 835)
- Maciejów Stary

Woiwodschaft Lublin, Powiat Krasnostawski
- Rożki
-  Żółkiewka-Osada (DW 837)
-  Średnia Wieś (DW 837)
- Wólka
- Borówek
- Borów
- Chorupnik
- Góry
- Gorzków-Osada
- Wielkopole
- Wielobycz
- Białka
- Wielobycz
- Zażółkiew
-  Krasnystaw (DK 17, DW 812, DW 846)